# Erytryn

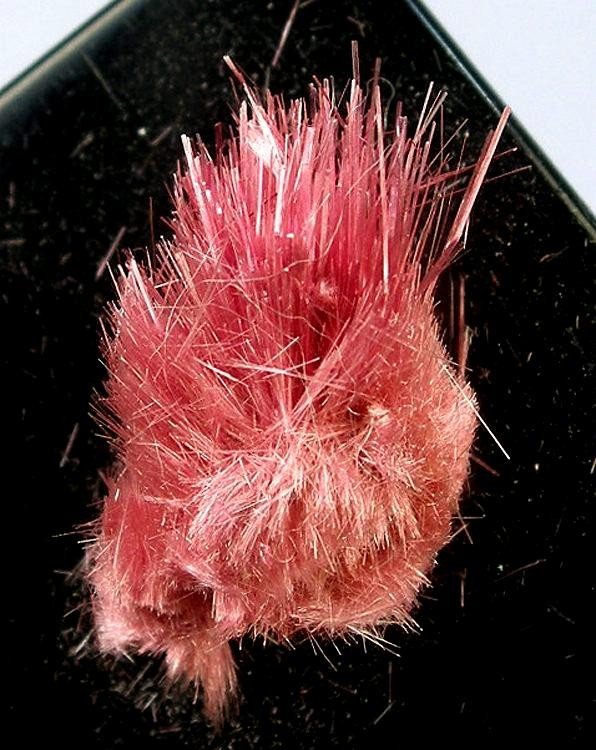
Erytryn (pochodzenie: Queensland, Australia)

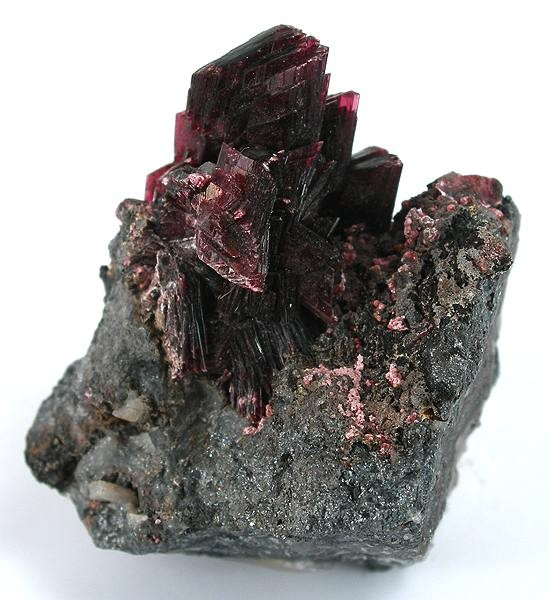
Erytryn (pochodzenie: Maroko)

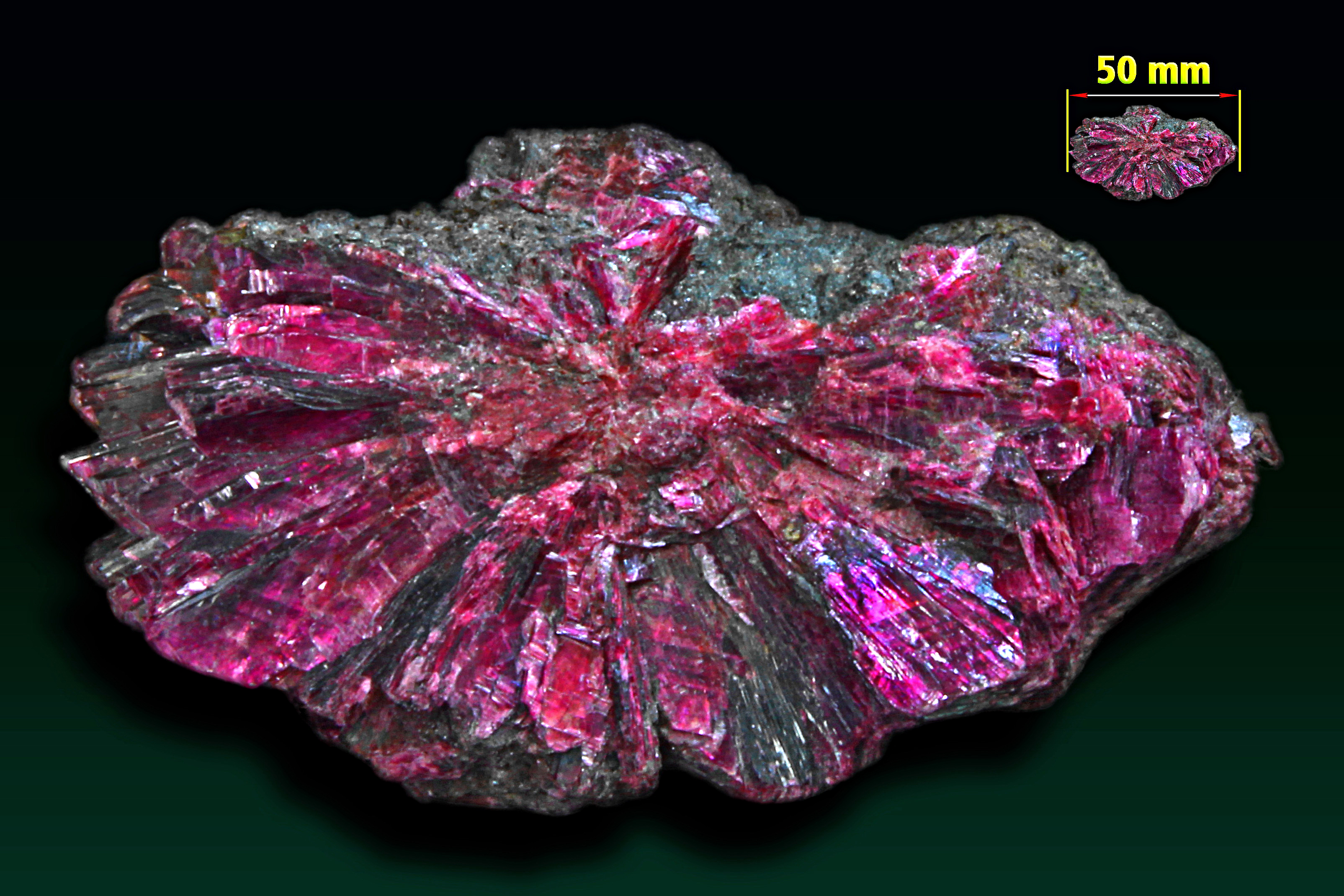
Erytryn (kwiat kobaltu) - Bou Azzer, Atlas, Maroko.

Erytryn (kwiat kobaltowy) – minerał z gromady arsenianów. Należy do minerałów bardzo rzadkich.
Nazwa pochodzi od gr. erythros = czerwony, nawiązując do barwy minerału.

## Charakterystyka

### Właściwości
Tworzy skupienia zbite, ziarniste, promieniste, pręcikowe, rozetkowe, nerkowate, ziemiste, igiełkowe, krzaczaste, kuliste, naskorupienia i naloty. Wykształca kryształy igiełkowe i płytkowe. Kryształy wykazują charakterystyczne zbrużdżenia, równoległe do wydłużenia słupów. Niekiedy występują w postaci szczotek krystalicznych. Jest krajalny, giętki, przezroczysty do przeświecającego. Rozpuszczalny w kwasach. Nie posiada luminescencji, nie jest radioaktywny ani nie wykształca form bliźniaczych.  

### Występowanie
Powstaje jako minerał wtórny w strefie utleniania (wietrzenia) arsenowych złóż kruszcowych zawierających kobalt, nikiel i arsen. Współwystępuje m.in. z: annabergitem, kobaltynem, malachitem, kwarcem, skutterudytem, safflorytem i bizmutem rodzimym. 

### Miejsca występowania
- Na świecie: Niemcy – bardzo ładne okazy, Francja – Allemont, Kanada – Cobalt, Ontario, USA – Idaho, Kalifornia, Nowy Meksyk, Meksyk – Alamos, Chile, Maroko – Bou Azzer, Mibladen, Demokratyczna Republika Konga, Iran, Australia, Włochy – Elba, Cap Calamita, Czechy – Jachymov[6][3].

- W Polsce: w okolicach Kowar (Rudawy Janowickie), Sieroszowic k. Lubina, Złotego Stoku, Ciechanowic k. Jeleniej Góry, Kletna i Dziećmorowic k. Wałbrzycha[7].

### Zastosowanie
Znaczenie naukowe (wykorzystywany jako wskaźnik w poszukiwaniu kruszców kobaltu, niklu i srebra), ma znaczenie kolekcjonerskie.